# Установка виробництва олефінів у Дун'їні (Lushenfa)
Установка виробництва олефінів у Дун'їні (Lushenfa) — виробництво нафтохімічної промисловості у приморській провінції Шаньдун, створене компанією  Lushenfa Chemical
У 2010-х роках в Китаї почала розвиватись індустрія синтезу олефінів з метанолу, причому якщо на півночі країни її представляли переважно інтегровані вуглехімічні комплекси, то у приморських районах такі виробництва передусім розраховувались на споживання придбаної на відкритому ринку сировини. Зокрема, на початку 2015 року стала до ладу така установка в Дун'їні, розрахована на випуск 200 тисяч тонн пропілену та лише 27 тисяч тонн етилену на рік. Завдяки такому співвідношенню продукованих олефінів вона зазвичай характеризується як установка з випуску пропілену (MTP, methanol-to-propylene). В процесі роботи планувалось витрачати три тони метанолу на одну тону цільового продукту.
У випадку несприятливого співвідношення цін на метанол та олефіни такі виробництва можуть ставати нерентабельними. Зокрема, установка Lushenfa Chemical станом на середину 2017 року вважалася поставленою на консервацію.
Можливо також відзначити, що майже одночасно з виробництвом Lushenfa Chemical в тому самому  Дун'їні запустила свою установку на основі метанолу компанія Huabin Chemical.